# Auckland Geddes
Auckland Campbell Geddes (Londres, 21 de junio de 1879–Londres, 8 de junio de 1954) fue un académico, militar, político y diplomático británico. Fue miembro del gobierno de coalición de David Lloyd George durante la Primera Guerra Mundial y sirvió como embajador en Estados Unidos.

## Biografía
Auckland Geddes nació en Londres el 21 de junio de 1879. Era hijo de Auckland Campbell-Geddes, un ingeniero civil, y su esposa Christina Helen MacLeod Anderson. Estudió en el George Watson's College de Edimburgo. Posteriormente, cursó estudios de Medicina en la Universidad de Edimburgo, graduándose en 1903. Entre 1906 y 1909 fue profesor adjunto de anatomía en la Universidad de Edimburgo. Dicha universidad le otorgó su doctorado en 1908. En 1909 fue elegido miembro de la Royal Society of Edinburgh. Entre 1913 y 1914 fue profesor de anatomía en la Universidad McGill.
Geddes participó en la segunda guerra bóer, entre 1901 y 1902, donde intervino como segundo teniente de infantería. Durante la Primera Guerra Mundial sirvió como mayor en el 17.º regimiento de fusileros de Northumberland y estuvo destinado en el Cuartel General en Francia. También desempeñó el puesto de director de reclutamiento en el Ministerio de Guerra entre 1916 y 1917.
En 1920 fue nombrado embajador británico en los Estados Unidos, cargo que ocupó hasta 1924. En calidad de tal, Geddes estuvo muy involucrado en las negociaciones que condujeron al Tratado naval de Washington de 1922, que limitó el tamaño y el número de acorazados en el mundo.
Entre 1925 y 1947 fue presidente de la Rio Tinto Company Limited (RTC), que operaba las importantes minas de Riotinto en la provincia de Huelva (España). Regresó al servicio público durante la Segunda Guerra Mundial, sirviendo como Comisionado de Defensa Civil para la Región Sudeste entre 1939 y 1944 y para la Región Noroeste entre 1941 y 1942.